# Parafia Matki Bożej Fatimskiej w Gubinie
Parafia pw. Matki Bożej Fatimskiej w Gubinie – jedna z trzech rzymskokatolickich parafii w mieście Gubin, należąca do dekanatu Gubin diecezji zielonogórsko-gorzowskiej, metropolii szczecińsko-kamieńskiej w Polsce, erygowana 15 sierpnia 1995. W parafii posługują księża diecezjalni. Mieści się przy ulicy Długiej.

## Historia
W 1990 roku przystąpiono do trwającej trzy lata budowy nowego obiektu sakralnego według projektu Stanisława Kochańskiego i Jerzego Gołębiowskiego. Powstała ona z podziału parafii Świętej Trójcy. 
13 grudnia 1995 roku kościół został poświęcony.

## Miejsca święte

### Kościół parafialny
- Kościół pw. Matki Bożej Fatimskiej w Gubinie

### Kościoły filialne
- Kościół pw. św. Maksymiliana Kolbego w Bieżycach
- Kościół pw. Narodzenia Najświętszej Maryi Panny w Kaniowie
- Kaplica szpitalna pw. Miłosierdzia Bożego w Gubinie